# Nemadoras humeralis
Nemadoras humeralis és una espècie de peix de la família dels doràdids i de l'ordre dels siluriformes.

## Morfologia
- Els mascles poden assolir 13 cm de longitud total.[1][2]

## Hàbitat
És un peix d'aigua dolça i de clima tropical (23 °C-28 °C).

## Distribució geogràfica
Es troba a Sud-amèrica: conca del riu Amazones.